# Pōmare II
Pōmare II, rei de Tahití (1782 - 1821) fou un monarca del Regne de Tahití entre 1791 i 1821.
Nascut amb el nom de Tū Tūnui’ē’aiteatua, el seu pare, el rei Pōmare I, el va nomenar als nou anys ari’i rahi i li va transferir el títol de Tū seguint la tradició tahitiana on els poders passaven immediatament al fill i el pare n'era el regent. De totes maneres, la filiació paterna va ser controvertida, ja que Pōmare I vivia amb dues dones i Itia, la mare de Pōmare II, havia declarat que «el déu Tane l'havia freqüentat mentre dormia».
Considerat el darrer gran cap tahitià, hagué de fer front a diverses guerres contra els altres caps recelosos del poder creixent de la família Pōmare. Durant la seva infantesa, mentre el seu pare regent surt victoriós de dues rebel·lions amb l'ajuda de navegants i mercenaris europeus, el fill rep la instrucció dels dos caps religiosos més influents: Temarri, cap del clan dels Teva, i Haamanimani, gran sacerdot de l'illa sagrada de Raiatea. Sota el seu consell l'empenyen a emancipar-se de la tutela del pare que protegeix als missioners. La crisi i la guerra entre els dos Pōmare esclata el 1798 fins que Temarri mort d'accident amb una arma de foc. Itia, la mare de Pōmare II, aconsegueix reconciliar pare i fill i fa assassinar Haamanimani.
El 1802 es produeix una altra rebel·lió en intentar traslladar el gran ídol del déu Oro d'un districte a un altre. A la mort del seu pare, el 1803, tots els caps de l'illa reconeixen a Pomare II el títol d'ari’i rahi, però no regna a les federacions de districtes d'Ahoroa i de Teva-i-uta. En una nova rebel·lió s'ha de refugiar a Moorea i, entre 1808 i 1815, Tahití viu sota el règim del hau manahune, el govern autònom i tradicional de cada districte.
Posant en joc les aliances matrimonials preparades per la seva mare Itia, aconseguí obtenir el reforç de Raiatea, Huahine i Bora Bora, i imposar-se definitivament el 15 de novembre de 1815 a la batalla de te Feipī. A partir d'aleshores es va autoproclamar sobirà absolut de Tahití, Mo’orea i les dependències de les illes del Vent, les illes occidentals de les Tuamotu, part de Tubuai.
En un altre ordre de les coses, Pōmare II fou el primer rei tahitià que abraçà el cristianisme, per tal com era una manera d'enfortir la monarquia i el seu poder personal dins una societat que progressivament s'havia cristianitzat per mitjà dels missioners britànics. Doncs, el monarca rebé el baptisme el 16 de maig de 1819 a la capella reial de Pape’ete. A més de ser el primer a convertir-se al cristianisme, va ser el primer a aprendre a llegir i escriure. Va corregir els evangelis que havien traduït els missioners al tahitià, i va fer un diccionari.

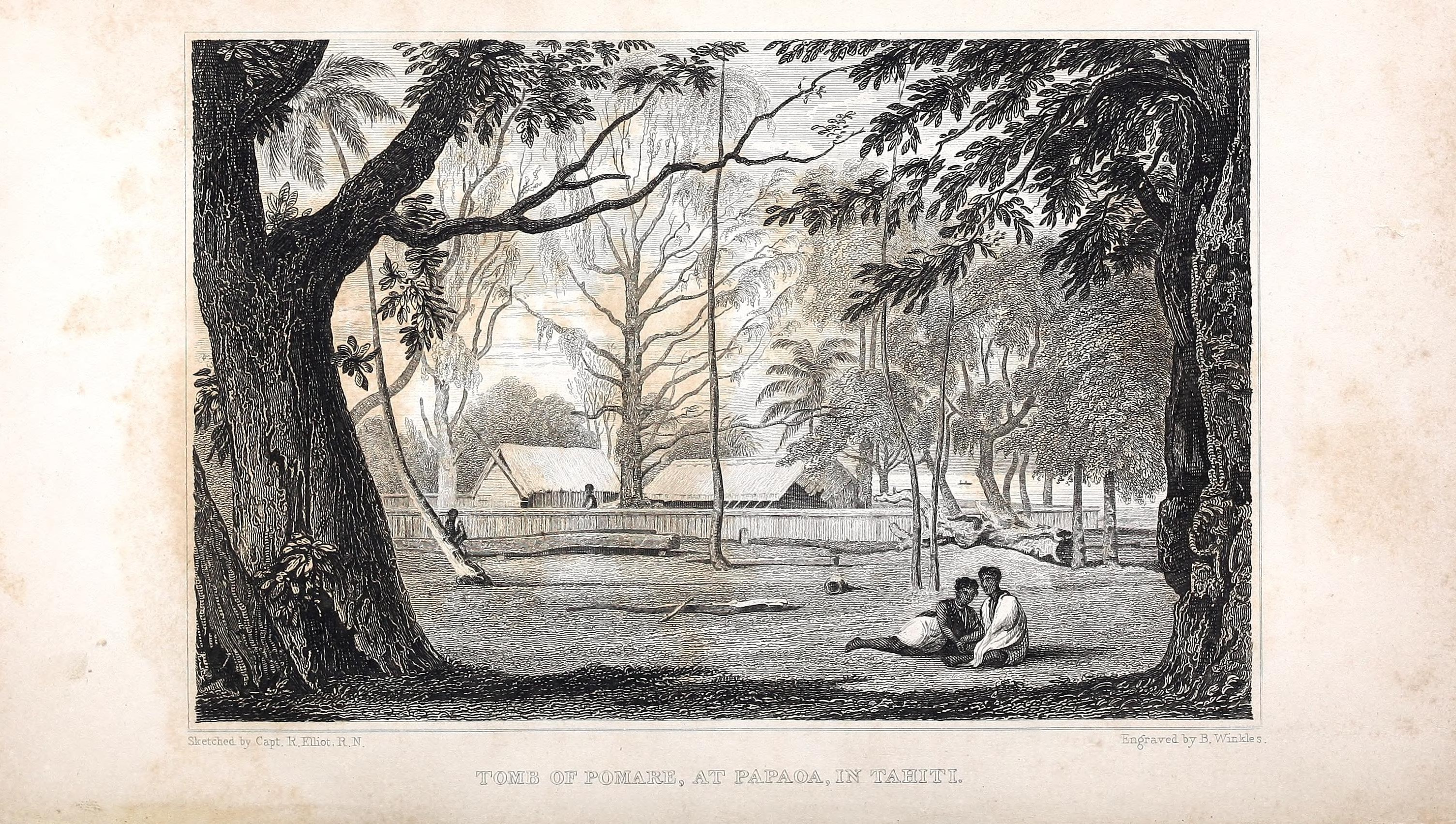
Tomba de Pōmare II a Mo’orea

Pōmare II es casà el 1797 amb la reina de Papeari Tetua-nui Taro-vahine, que morí a ’Arue el 21 de juliol de 1806 sense fills. La seva mare Itia va organitzar un casament polític amb Teriitaria, la filla gran del cap de Raiatea. Però la núvia va arribar uns dies tard i Pōmare ja s'havia casat amb la germana petita de la núvia. Per evitar que l'ofensa es convertís en una crisi política es va acordar que Teriitaria fos la concubina de Pōmare amb el títol de Pōmare Vahine. Molt aviat, però, Pōmare es va desentendre de les dues germanes fins al punt de declinar tota responsablilitat en el naixement de ’Aimata, la futura Pōmare IV. El rei morí segurament per culpa del seu alcoholisme el 7 de desembre de 1821 a Motu Uta, Mo’orea. Pōmare Vahine es va convertir en regent de Pōmare III que tenia un any.